# Samsung Engineering
Samsung Engineering (tiếng Hàn Quốc: 삼성엔지니어링, viết tắt: SEC) là một công ty kỹ thuật đa quốc gia của Hàn Quốc cũng như là một công ty con trực thuộc tập đoàn Samsung.

## Khái quát
Công ty được thành lập vào năm 1970, trụ sở đặt tại Seoul, hoạt động trong các lĩnh vực kỹ thuật, đấu thầu và xây dựng. SEC cung cấp đầy đủ các dịch vụ kỹ thuật từ nghiên cứu, thiết kế, đấu thầu đến xây dựng và vận hành. Công ty hiện kinh doanh trên toàn cầu, các thị trường chính bao gồm: Hoa Kỳ, Ả Rập Xê Út, Các Tiểu vương quốc Ả Rập Thống nhất, Ấn Độ, Thái Lan, Việt Nam, Qatar, Lào, Philippines, Trinidad & Tobago và México,...

## Lĩnh vực kinh doanh
Samsung Engineering kinh doanh và phát triển trong các lĩnh vực chính như sau:
- Sản xuất Hydrocarbon
- Công nghiệp & cơ sở hạ tầng
- Nhà máy xử lý nước thải
- Thiết bị khử mặn
- Nhà máy điện
- Nhà máy thép
- Khai thác mỏ & kim loại